# بنك التعمير الصيني
بنك التعمير الصيني قالب:الصينية المبسطة؛ قالب:الصينية التقليدية (بالإنجليزية: China Construction Bank) هو واحد من أكبر أربعة بنوك في جمهورية الصين الشعبية. في عام 2015 كان بنك التعمير الصينى ثاني أكبر بنك في العالم من حيث القيمة السوقية وسادس أكبر شركة في العالم. [2] [3] ولدى البنك ما يقرب من 13629 فرعا محليا. وبالإضافة إلى ذلك، فهو يمتلك فروعا في الخارج: برشلونة، فرانكفورت، لوكسمبورغ، هونغ كونغ، جوهانسبرغ، مدينة نيويورك، سيول، سنغافورة، طوكيو وملبورن وسيدني وأوكلاند، وشركة فرعية مملوكة بالكامل في لندن. بلغ إجمالي أصولها 8,7 ترليون ¥ في عام 2009. [4] ويوجد مقرها في شيتشنغ، بكين. [5]

## الاستثمار بواسطة بنك أوف أميركا
في عام 2005، استحوذت شركة بنك أوف أميركا حصة 9٪ في بنك التعمير الصيني مقابل 3 مليارات $ الولايات المتحدة. أنها تمثل أكبر عملية استحواذ لشركة في القطاع المصرفي المتنامية للصين. لدى بنك أوف أميركا حاليا مكاتب في هونغ كونغ وشانغهاي وقوانغتشو، وسعت إلى توسيع نطاق أعمالها الصيني نتيجة لهذه الصفقة.